# Neaufles-Saint-Martin
Neaufles-Saint-Martin est une commune française située dans le département de l'Eure, en région Normandie.

## Géographie
Neaufles-Saint-Martin est un bourg du Vexin normand dans l'Eure, limitrophe du département de l'Oise, jouxtant Gisors et situé à 40 km au nord-ouest de Pontoise, 27 km à l'est des Andelys, 58 km au sud-est de Rouen et 39 km au sud-ouest de Beauvais.
Le sentier de grande randonnée GR 125 traverse la commune.

### Localisation
Les communes limitrophes sont  Bernouville, Bézu-Saint-Éloi, Courcelles-lès-Gisors, Dangu et Gisors.

### Hydrographie
La commune est située dans le bassin Seine-Normandie. Elle est drainée par l'Epte, la Levrière et un bras de la Lévrière,,.
L'Epte, d'une longueur de 113 km, prend sa source dans la commune de Compainville et se jette  dans la Seine à Notre-Dame-de-la-Mer, après avoir traversé 44 communes.
La Levrière, d'une longueur de 24 km, prend sa source dans la commune de Bézu-la-Forêt et se jette  dans l'Epte sur la commune, après avoir traversé huit communes.

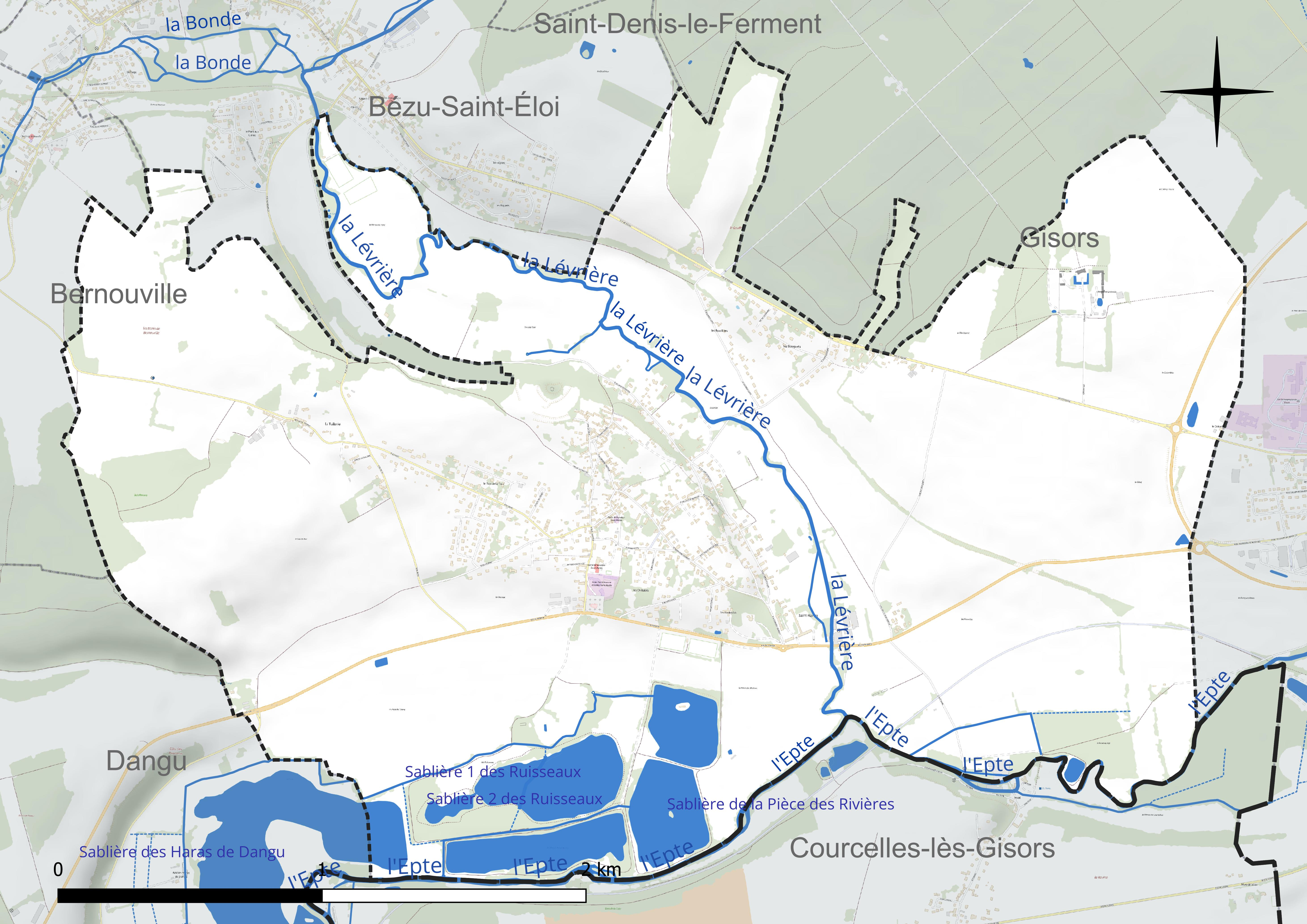
Réseau hydrographique de Neaufles-Saint-Martin.

Cinq plans d'eau complètent le réseau hydrographique : la sablière 1 des Ruisseaux (11,6 ha), la sablière 2 des Ruisseaux (1,1 ha), la sablière de la Pièce des Rivières (15,5 ha), la sablière des Haras de Dangu, d'une superficie totale de 35,7 ha (3,4 ha sur la commune) et la sablière des le marais Saint-Martin (9,1 ha),.

### Climat
Pour des articles plus généraux, voir Climat de la Normandie et Climat de l'Eure.
En 2010, le climat de la commune est de type climat océanique dégradé des plaines du Centre et du Nord, selon une étude du CNRS s'appuyant sur une série de données couvrant la période 1971-2000. En 2020, Météo-France publie une typologie des climats de la France métropolitaine dans laquelle la commune est exposée à un climat océanique et est dans la région climatique Sud-ouest du bassin Parisien, caractérisée par une faible pluviométrie, notamment au printemps (120 à 150 mm) et un hiver froid (3,5 °C). Parallèlement le GIEC normand, un groupe régional d’experts sur le climat, différencie quant à lui, dans une étude de 2020, trois grands types de climats pour la région Normandie, nuancés à une échelle plus fine par les facteurs géographiques locaux. La commune est, selon ce zonage, exposée à un « climat des plateaux abrités », correspondant aux plaines agricoles de l’Eure, avec une pluviométrie beaucoup plus faible que dans la plaine de Caen en raison du double effet d’abri provoqué par les collines du Bocage normand et par celles qui s’étendent sur un axe du Pays d'Auge au Perche.
Pour la période 1971-2000, la température annuelle moyenne est de 10,8 °C, avec une amplitude thermique annuelle de 14,4 °C. Le cumul annuel moyen de précipitations est de 723 mm, avec 11,6 jours de précipitations en janvier et 8,1 jours en juillet. Pour la période 1991-2020, la température moyenne annuelle observée sur la station météorologique la plus proche, située sur la commune d'Étrépagny à 9 km à vol d'oiseau, est de 11,3 °C et le cumul annuel moyen de précipitations est de 774,0 mm,. Pour l'avenir, les paramètres climatiques de la commune estimés pour 2050 selon différents scénarios d’émission de gaz à effet de serre sont consultables sur un site dédié publié par Météo-France en novembre 2022.

## Urbanisme

### Typologie
Au 1er janvier 2024, Neaufles-Saint-Martin est catégorisée bourg rural, selon la nouvelle grille communale de densité à 7 niveaux définie par l'Insee en 2022.
Elle est située hors unité urbaine. Par ailleurs la commune fait partie de l'aire d'attraction de Paris, dont elle est une commune de la couronne,.

### Occupation des sols
L'occupation des sols de la commune, telle qu'elle ressort de la base de données européenne d’occupation biophysique des sols Corine Land Cover (CLC), est marquée par l'importance des territoires agricoles (78,3 % en 2018), en diminution par rapport à 1990 (80,5 %). La répartition détaillée en 2018 est la suivante :
terres arables (51,9 %), prairies (17,9 %), zones urbanisées (9,8 %), zones agricoles hétérogènes (8,5 %), eaux continentales (6,9 %), forêts (5 %). L'évolution de l’occupation des sols de la commune et de ses infrastructures peut être observée sur les différentes représentations cartographiques du territoire : la carte de Cassini (XVIIIe siècle), la carte d'état-major (1820-1866) et les cartes ou photos aériennes de l'IGN pour la période actuelle (1950 à aujourd'hui).

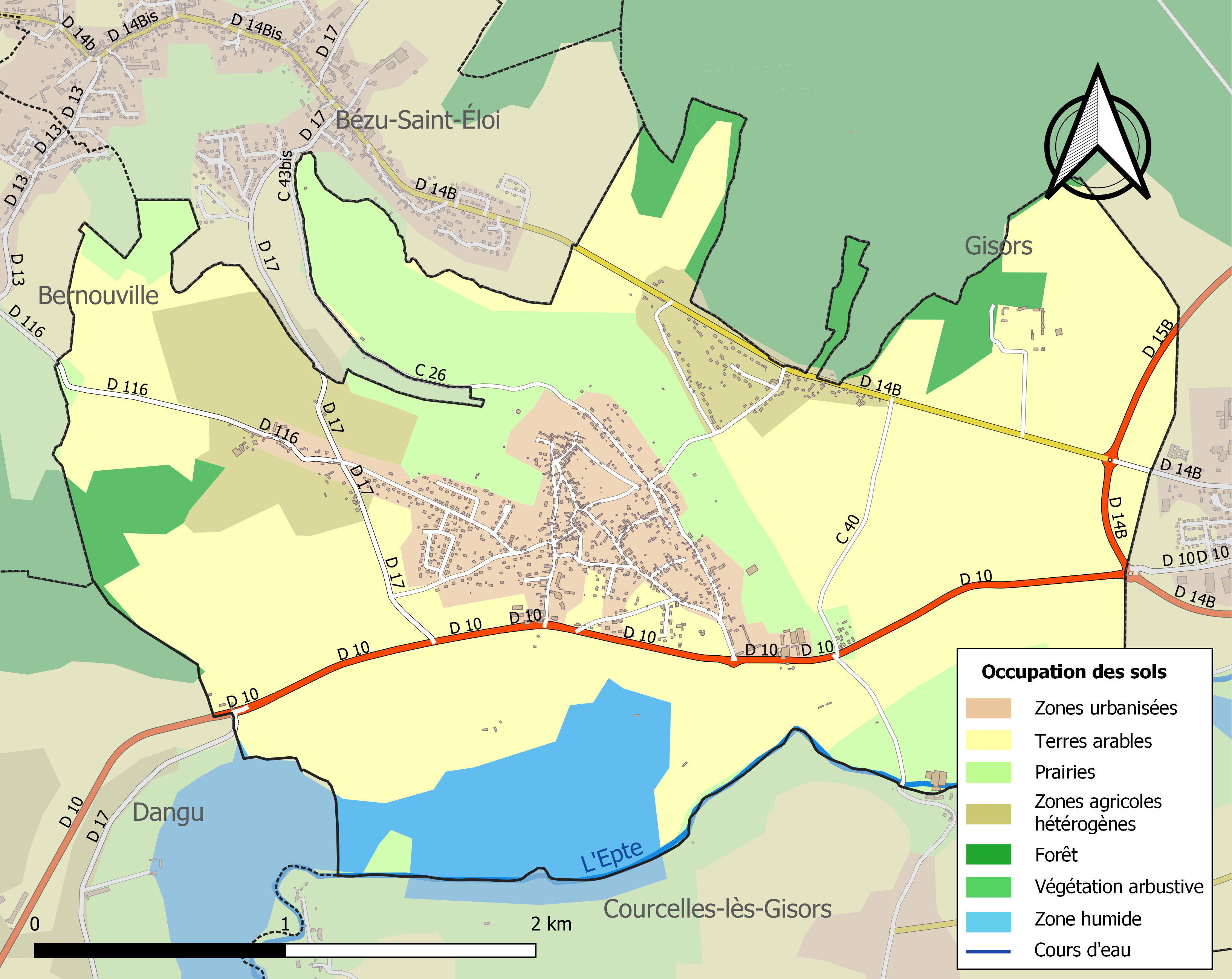
Carte des infrastructures et de l'occupation des sols de la commune en 2018 (CLC).

### Habitat et logement
En 2018, le nombre total de logements dans la commune était de 600, alors qu'il était de 555 en 2013 et de 552 en 2008.
Parmi ces logements, 87,4 % étaient des résidences principales, 7,4 % des résidences secondaires et 5,2 % des logements vacants. Ces logements étaient pour 98,2 % d'entre eux des maisons individuelles et pour 1,5 % des appartements.
Le tableau ci-dessous présente la typologie des logements à Neaufles-Saint-Martin en 2018 en comparaison avec celle de l'Eure et de la France entière. Une caractéristique marquante du parc de logements est ainsi une proportion de résidences secondaires et logements occasionnels (7,4 %) supérieure à celle du département (6,3 %) mais inférieure à celle de la France entière (9,7 %). Concernant le statut d'occupation de ces logements, 91,9 % des habitants de la commune sont propriétaires de leur logement (90,3 % en 2013), contre 65,3 % pour l'Eure et 57,5 % pour la France entière.
| Typologie                                               | Neaufles-Saint-Martin | Eure | France entière |
| ------------------------------------------------------- | --------------------- | ---- | -------------- |
| Résidences principales (en %)                           | 87,4                  | 85,4 | 82,1           |
| Résidences secondaires et logements occasionnels (en %) | 7,4                   | 6,3  | 9,7            |
| Logements vacants (en %)                                | 5,2                   | 8,3  | 8,2            |

### Voies de communication et transports
La commune est desservie, en 2023, par la ligne 609 du réseau interurbain de l'Oise et par les lignes 208 et 210 du réseau Nomad Car 27,.

## Toponymie
Le nom de la localité est attesté sous les formes Nelpha en 855 (lettre d’Hincmar à Charles le Chauve), Clevilla quæ dicitur Nialfa vers 860 (charte de Charles le Chauve), Nialfa en 872, Nielfam en 1028 - 1033, Nielfa en 1096 (charte du duc Robert), Neelfa en 1150 (Hist. de France, t. XII, p. 187), Neaflia en 1160 (Robert du Mont), Neheelpha en 1191 (La Roque), Nefle en 1193 (Roger de Hoveden), Nealpha en 1196 (traité d’Issoudun), Nealfa et Neelfa en 1214 (feoda Normanniæ), Castrum Nealphitum en 1384 (Denyau, Rothomagensis cathedra), Neauffle en 1453 (archives nationales).
Neauphle est un type toponymique commun au nord ouest de la France. Il apparaît sous différentes formes recensées par Albert Dauzat et Charles Rostaing : Neauphle (Île-de-France), Neaufles (Eure), Neauphe (Basse-Normandie), Niafles (Mayenne). Il est issu des termes germaniques niuwe, nivi « neuf, nouveau » (vieux saxon, vieux haut allemand niuwi, vieil anglais nēowe, moyen néerlandais nie(uwe) « neuf, nouveau ») et * alah « temple, santuaire » (cf. gotique ahls, vieux haut-allemand alah, moyen haut-allemand alah), d'où un type *Niwialah signifiant « nouveau temple, nouveau sanctuaire ».
La graphie avec f permet de distinguer les Neaufles de l’Eure des Neauphle de l’Île-de-France dans le département voisin des Yvelines qui ont en revanche une graphie hellénisante ph.
Saint-Martin est un hagionyme, l'église est dédiée à Martin de Tours.

## Histoire

### Moyen Âge
En 856, Charles le Chauve réunit à Neaufles les grands du royaume afin d'organiser une riposte aux attaques des Vikings. Le château était alors déjà existant, probablement en bois.
Neaufles est située au bord de la Levrière (affluent de l'Epte, rivière choisie en 911 dans le traité de Saint-Clair-sur-Epte comme limite de la Normandie). Ces nouvelles frontières font de Neaufles une place stratégique dans l'organisation des défenses, l'Epte voyant progressivement ses rives se couvrir de châteaux (neufs ou reconstruits)…
Du nord au sud :
- côté normand : Gournay-en-Bray (Seine-Maritime), Neuf-Marché (Seine-Maritime), Gisors (Eure), Neaufles-Saint-Martin (Eure), Dangu (Eure), Château-sur-Epte (Eure), Baudemont (Eure) et Gasny (Eure) ;
- côté français : Gerberoy (Oise), Trie-Château (Oise), Chaumont-en-Vexin (Oise), Courcelles (Oise), Boury-en-Vexin (Oise), Saint-Clair-sur-Epte (Val-d'Oise) et La Roche-Guyon (Val-d'Oise).

Le château est ainsi reconstruit en 1097 par Robert de Bellême, pour Guillaume le Roux, en calcaire et silex.
Lorsqu'à l'issue de la troisième croisade, Richard Cœur de Lion est retenu prisonnier par l'empereur du Saint-Empire romain germanique Henri VI, l'occasion apparaît trop belle pour le souverain français, qui, en 1193, se rend maître de la place.
En 1196, la signature du traité de Gaillon donne Gisors et le Vexin normand à la couronne de France. C'est ensuite sous le règne d'Henri IV que le château de Neaufles est démantelé.

## Politique et administration

### Rattachements administratifs et électoraux

#### Rattachements administratifs
La commune se trouve dans l'arrondissement des Andelys du département de l'Eure.
Elle faisait partie depuis 1793 du canton de Gisors. Dans le cadre du redécoupage cantonal de 2014 en France, cette circonscription administrative territoriale a disparu, et le canton n'est plus qu'une circonscription électorale.

#### Rattachements électoraux
Pour les élections départementales, la commune fait partie depuis 2014 d'un nouveau canton de Gisors porté de 18 à 34 communes.
Pour l'élection des députés, elle fait partie de la cinquième circonscription de l'Eure.

### Intercommunalité
Neaufles-Saint-Martin était membre de la communauté de communes Gisors-Epte-Lévrière, un établissement public de coopération intercommunale (EPCI) à fiscalité propre créé en 2004 et auquel la commune avait transféré un certain nombre de ses compétences, dans les conditions déterminées par le code général des collectivités territoriales.
Dans le cadre des dispositions de la loi portant nouvelle organisation territoriale de la République du 7 août 2015, qui prévoit que les établissements publics de coopération intercommunale (EPCI) à fiscalité propre doivent avoir un minimum de 15 000 habitants, cette intercommunalité a fusionné avec sa voisine pour former, le 1er janvier 2017, la communauté de communes du Vexin Normand, dont est désormais membre la commune.

### Liste des maires
| Période                                  | Période                    | Identité                | Étiquette | Qualité                                                                                                |
| ---------------------------------------- | -------------------------- | ----------------------- | --------- | --- |
| Les données manquantes sont à compléter. |                            |                         |           | |
|                                          |                            |                         |           | |
|                                          |                            | Pierre Ambroise Singeot |           | Propriétaire                                                                                           |
|                                          |                            |                         |           | |
| vers 1840                                | après 1897                 | Abel Marie Le Père      |           | inspecteur des forêts en retraite propriétaire du château de Grainville, fils de Jacques-Marie Le Père |
|                                          |                            |                         |           | |
| 2001                                     | 2008                       | Bernard Laidier         |           | |
| mars 2008                                | juin 2023                  | Jean-Pierre Fondrille   | SE        | Employé Démissionnaire                                                                                 |
| juin 2023                                | En cours (au 25 juin 2023) | Sonia Lacas             |           | |

## Équipements et services publics

### Enseignement
En 2022, l'école de scolarise 115 enfants

### Postes et télécommunications
En 2023, la commune dispose d'un bureau de poste.

## Démographie
L'évolution du nombre d'habitants est connue à travers les recensements de la population effectués dans la commune depuis 1793. Pour les communes de moins de 10 000 habitants, une enquête de recensement portant sur toute la population est réalisée tous les cinq ans, les populations de référence des années intermédiaires étant quant à elles estimées par interpolation ou extrapolation. Pour la commune, le premier recensement exhaustif entrant dans le cadre du nouveau dispositif a été réalisé en 2007.

En 2022, la commune comptait 1 306 habitants, en évolution de +3,57 % par rapport à 2016 (Eure : −0,25 %, France hors Mayotte : +2,11 %).
| 1793 | 1800 | 1806 | 1821 | 1831 | 1836 | 1841 | 1846 | 1851 |
| ---- | ---- | ---- | ---- | ---- | ---- | ---- | ---- | ---- |
| 617  | 656  | 892  | 820  | 914  | 903  | 977  | 942  | 898  |

| 1856 | 1861 | 1866 | 1872 | 1876 | 1881 | 1886 | 1891 | 1896 |
| ---- | ---- | ---- | ---- | ---- | ---- | ---- | ---- | ---- |
| 849  | 837  | 762  | 740  | 717  | 736  | 754  | 863  | 863  |

| 1901 | 1906 | 1911 | 1921 | 1926 | 1931 | 1936 | 1946 | 1954 |
| ---- | ---- | ---- | ---- | ---- | ---- | ---- | ---- | ---- |
| 895  | 874  | 865  | 786  | 841  | 788  | 653  | 656  | 693  |

| 1962 | 1968 | 1975 | 1982 | 1990 | 1999  | 2006  | 2007  | 2012  |
| ---- | ---- | ---- | ---- | ---- | ----- | ----- | ----- | ----- |
| 644  | 604  | 799  | 803  | 931  | 1 035 | 1 144 | 1 159 | 1 193 |

| 2017  | 2022  | - | - | - | - | - | - | - |
| ----- | ----- | - | - | - | - | - | - | - |
| 1 294 | 1 306 | - | - | - | - | - | - | - |

## Culture locale et patrimoine

### Lieux et monuments

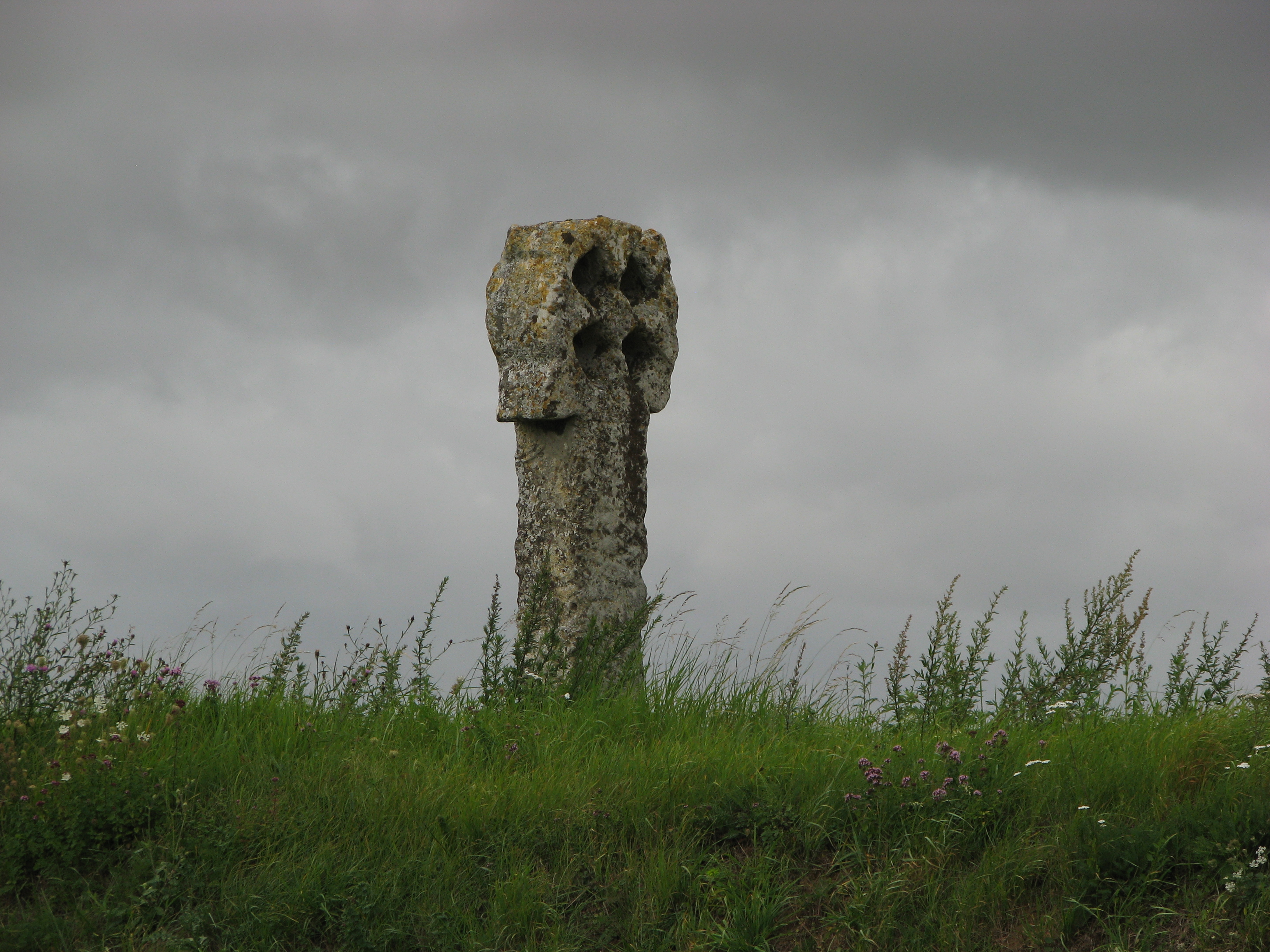
Croix percée.

Neaufles-Saint-Martin compte deux édifices inscrits au titre des monuments historiques :
- la Croix percée (XIIe),  Inscrit MH (1926)[30] ;
- les vestiges du château fort[31] (IXe, XIe et XIIe siècles), spécialement le donjon subsistant dit tour de la Reine Blanche, édifice en ruine  Inscrit MH (1926)[32].

Par ailleurs, la commune compte sur son territoire plusieurs monuments inscrits à l'inventaire général du patrimoine culturel :
- ancienne église Saint-Pierre (XIVe et XVIIIe)[33] ; convertie en école, c'est au XXIe siècle une habitation de caractère, ayant conservé son clocher ;
- l'église Saint-Martin (XIe, XIIe, XIVe et XVIIIe)[34] ;
- un château des XVIIIe, XIXe et XXe siècles[35] ;
- un château probablement du XVIIe siècle au lieu-dit Grainville[36] ;
- une maison du XVIIIe siècle[37].

On peut également signaler :
- un moulin du XIIe siècle. Situé sur les bords de la Levrière, ce moulin fait l'objet d'un important projet de rénovation mené par le propriétaire du site et par le collectif des Amis du Moulin de Neaufles-Saint-Martin. Trois objectifs sont visés : produire à nouveau de l'énergie électrique pour une puissance de 40 kW, faire de l'édifice une vitrine de l'ancienne usine Vitrex et créer un espace d'accueil pour les entreprises[38].

### Personnalités liées à la commune
- Blanche de Navarre (1331 - 1398 à Neaufles-Saint-Martin), infante de Navarre devenue brièvement reine de France en 1350 à la suite de son mariage avec le roi Philippe VI de Valois.
- Jacques-Marie Le Père (1763 - 1841 à Neaufles-Saint-Martin), au château de Grainville, savant de la Commission des sciences et des arts, a participé à la campagne d'Égypte menée par le général Bonaparte.
- Georges Darling (1899 à Neaufles-Saint-Martin - 1943), résistant franco-britannique pendant la Seconde Guerre mondiale.

### Neaufles-Saint-Martin dans les arts et la culture

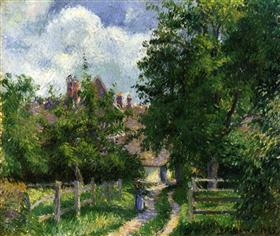
Camille Pissarro : Neaufles-Saint-Martin près de Gisors (1885).

### Héraldique
| Blason de Neaufles-Saint-Martin | Blason  | Parti au 1) de gueules à la croix percée du lieu de type celtique d'or, au 2) de sable à la tour ronde du lieu d'or ajourée du champ posée sur une terrasse cousue d'azur ; le tout sommé d'un chef d'azur chargé de trois fleurs de lys d'or rangées surmontées d'un lambel d'argent. |
| Blason de Neaufles-Saint-Martin | Détails | Le statut officiel du blason reste à déterminer. |

## Pour approfondir